# Macrolabis aquilegiae
Macrolabis aquilegiae är en tvåvingeart som först beskrevs av Jean-Jacques Kieffer 1909.  Macrolabis aquilegiae ingår i släktet Macrolabis och familjen gallmyggor. Inga underarter finns listade i Catalogue of Life.